# Zapp (album)
Albums de Zapp
Zapp II
(1982)
Singles
1. More Bounce to the Ounce
Sortie : 1980
2. Be Alright
Sortie : 1981

Zapp est le premier album studio de Zapp, sorti le 28 juillet 1980.
L'album s'est classé 1er au Top R&B/Hip-Hop Albums et 19e au Billboard 200.

## Liste des titres
| No | Titre                    | Durée |
| -- | ------------------------ | ----- |
| 1. | More Bounce to the Ounce | 9:25  |
| 2. | Freedom                  | 3:48  |
| 3. | Brand New Player         | 5:51  |
| 4. | Funky Bounce             | 6:46  |
| 5. | Be Alright               | 7:52  |
| 6. | Coming Home              | 6:34  |